# Charly des Bois
Charly des Bois is een helling in de Belgische provincie Henegouwen. De top ligt in het Bos van  Houssière.

## Wielrennen
De helling is opgenomen in de Cotacol Encyclopedie met de 1.000 zwaarste beklimmingen van België.